# Zuzana Jandová
Zuzana Jandová (* 18. srpna 1987, Karviná, Česko) je vítězkou Miss České republiky 2008. Korunku královny krásy převzala 15. března 2008 v brněnském Bobycentru a stala se tak jubilejní XX. Miss České republiky. Během slavnostního večera obdržela i titul Miss Silueta. Před úspěchem v Miss České republiky získala tituly Miss Eurosport a Miss léto 2005.
V letech 2002–2006 studovala na soukromé Obchodní a bankovní akademii v Karviné obor Ekonomické lyceum.